# MTV Unplugged: Die Fantastischen Vier
MTV Unplugged: Die Fantastischen Vier ist ein Live- und Akustikalbum der deutschen Rap-Gruppe Die Fantastischen Vier aus der MTV-Unplugged-Reihe. Es erschien am 29. Oktober 2000 über die Labels Four Music und Sony Music als CD- und DVD-Version. Das Album wurde am 14. September 2000 in der Balver Höhle bei Balve aufgenommen.
Im Jahr 2012 erschien das Nachfolgealbum MTV Unplugged II, das die Gruppe ebenfalls in der Balver Höhle aufnahm.

## Inhalt
Die auf dem Album enthaltenen Lieder stammen von den zuvor veröffentlichten Alben der Gruppe. Dabei wurden sieben Songs aus dem im Jahr zuvor erschienenen Studioalbum 4:99 entnommen. Vier Tracks stammen von Die 4. Dimension und je zwei aus Lauschgift sowie Live und direkt. Außerdem ist ein Titel aus dem Debütalbum Jetzt geht’s ab auf dem Livealbum enthalten.

## Covergestaltung
Das Albumcover zeigt ein Schwarz-weiß-Foto der Band bei ihrem Auftritt in der Balver Höhle. Im oberen Teil des Bildes befinden sich die Schriftzüge DieFantastischenVier und Unplugged in Weiß bzw. Rot.

## Titelliste
| #  | Titel                       | Länge | Album            |
| -- | --------------------------- | ----- | ---------------- |
| 1  | Neues Land                  | 3:15  | Die 4. Dimension |
| 2  | Die Stadt die es nicht gibt | 4:46  | 4:99             |
| 3  | Der Picknicker              | 4:22  | Live und direkt  |
| 4  | Jetzt geht’s ab             | 3:06  | Jetzt geht’s ab  |
| 5  | Hammer                      | 4:55  | 4:99             |
| 6  | Raus                        | 4:16  | Live und direkt  |
| 7  | Millionen Legionen          | 6:13  | 4:99             |
| 8  | Le Smou                     | 4:30  | 4:99             |
| 9  | Ganz normal                 | 3:33  | Die 4. Dimension |
| 10 | Sie ist weg                 | 3:53  | Lauschgift       |
| 11 | Tag am Meer                 | 5:04  | Die 4. Dimension |
| 12 | Weiter als du denkst        | 5:13  | 4:99             |
| 13 | Konsum                      | 4:25  | Lauschgift       |
| 14 | Buenos Dias Messias         | 4:50  | 4:99             |
| 15 | Schizophren                 | 4:52  | Die 4. Dimension |
| 16 | MfG                         | 4:16  | 4:99             |

## Chartplatzierungen und Singles
MTV Unplugged: Die Fantastischen Vier stieg am 13. November 2000 auf Platz 6 in die deutschen Albumcharts ein und belegte in den folgenden beiden Wochen Rang 7, bevor es auf Position 12 fiel. Insgesamt hielt sich das Album mit Unterbrechungen 29 Wochen in den Top 100. Auch in Österreich und der Schweiz erreichte der Tonträger recht hohe Chartplatzierungen. In den deutschen Jahrescharts 2000 belegte das Album Rang 85.
Als Single wurde das Lied Tag am Meer ausgekoppelt, das auf Rang 67 in die deutschen Charts einstieg und sich sechs Wochen in den Top 100 halten konnte.

## Verkaufszahlen und Auszeichnungen
Für mehr als 300.000 verkaufte Exemplare erhielt das Livealbum im Jahr 2003 in Deutschland eine Platin-Schallplatte. Die DVD-Version wurde für über 25.000 verkaufte Einheiten mit Gold ausgezeichnet. In Österreich erhielt das Album 2001 für mehr als 10.000 Verkäufe ebenfalls eine Goldene Schallplatte.

## Rezeption
| Professionelle Bewertungen | Professionelle Bewertungen |
| -------------------------- | -------------------------- |
| Kritiken                   |                            |
| Quelle                     | Bewertung                  |
| laut.de                    | [ 8 ]                      |
| allmusic                   | [ 9 ]                      |

Die Website laut.de gab dem Album vier von möglichen fünf Punkten:

„Neben den unzähligen Instrumenten […] kam auch ein Streicher-Ensemble zum Einsatz, um die Songs teilweise völlig neu zu interpretieren. Eben jene neuen Interpretationen verleihen diesem Album […] einen wunderbaren Glanz. Flügel, Flöten, Bass und Streicher fügen sich auf geschmackvolle Weise in die Songs ein und tragen im Vergleich zum Or[i]ginal zu einer relaxteren Atmosphäre bei, die dennoch groovt. Das Unplugged-Album kann also nicht einfach als profitgeiler Aufguss alter Songs gelten, sondern als neues eigenständiges Werk, das Lust macht auf ein weiteres dieser Art.“